# Argyra velutina
Argyra velutina är en tvåvingeart som beskrevs av Van Duzee 1925. Argyra velutina ingår i släktet Argyra och familjen styltflugor.
Artens utbredningsområde är Michigan. Inga underarter finns listade i Catalogue of Life.